# Raaba-Grambach
Raaba-Grambach är en kommun i Österrike. Den ligger i distriktet Graz-Umgebung i förbundslandet Steiermark.
Kommunen bildades vid en kommunreform i Steiermark 2015 genom en sammanslagning av kommunerna Grambach och Raaba.
Den består av fyra orter/ortsdelar (Ortschaften) (inom parentes invånarantal 1 januari 2024):
- Dürwagersbach (165)
- Grambach (1 895)
- Lamberg (254)
- Raaba (2 669)